# Greatest Hits (álbum de Al Green)
Greatest Hits (Grandes éxitos en español) también conocido como Al Green's Greatest Hits es el primer álbum recopilatorio del músico estadounidense de soul Al Green, lanzado en 1975. El álbum es considerado uno de los mejores recopilatorios de la historia de la música.
En el 2020 el álbum fue posicionado en el puesto 456 de la lista de los 500 mejores álbumes de todos los tiempos de la revista Rolling Stone.

## Contenido

### Portada
La foto de cubierta del álbum muestra a Green con el torso desnudo, ya que no lleva camisa. De su cuello cuelga una cadena y exhibe su anillo y su reloj, ambos objetos en su mano y brazo derechos. 
Se puede ver que usa un pantalón blanco con bordados florales (y presumiblemente la prenda del torso que le hace falta es del mismo diseño del pantalón, hecho que se confirma en la contraportada). La foto está sobre un fondo marrón y aparece en la parte superior la frase en letras blancasː AL GREEN - GREATEST HITS.
En la edición CD de 1995 la contraportada muestra un collage con 4 fotos de Green riendo en distintas posesː El que está más al lado izquierdo sonríe hacia arriba y sus manos están juntas (como si estuviera aplaudiendo); la segunda lo muestra sonríendo con los ojos cerrados y las manos extendidas, pero mirando hacia el frente; la tercera lo muestra sonriendo e inclinado ligeramente hacia la derecha, y la última foto más a la derecha lo muestra apretando los labios (como si se preparara para dar un golpe).